# Грось, Людмила Алексеевна
Людмила Алексеевна Грось (род. 17 мая 1945, Хабаровск) — юрист, специалист по гражданскому и семейному праву; выпускница Всесоюзного юридического заочного института (ВЮЗИ, 1975); доктор юридических наук с диссертацией о влиянии норм материального права на гражданское процессуальное право (2000); профессор и заведующая кафедрой гражданского права и гражданского процесса ВЮЗИ, профессор кафедры гражданского и административного судопроизводства МГЮА; инициатор создания юридической клиники на юридическом факультете Хабаровской государственной академии экономики и права (1998); почетный работник высшего профессионального образования РФ.

## Работы
Людмила Грось является автором и соавтором ста пятидесяти научных публикаций, включая более тридцати монографий, учебников и учебных пособий; она специализируется, в основном, на проблемах гражданского и семейного права, а также — на международном частном праве и гражданском процессе:
- «Судебная защита по делам о материальной ответственности рабочих и служащих» (М., 1980);
- «Процессуальные особенности рассмотрения и разрешения трудовых дел» (М., 1985);
- «Лица, участвующие в делах гражданского и арбитражного судопроизводства: влияние норм материального права» (Хабаровск, 1997);
- «Гражданское и арбитражное процессуальное право: взаимосвязь с нормами материального права» (Владивосток, 1997);
- «Научно-практическое исследование влияния норм материального права на разрешение процессуально-правовых проблем в гражданском и арбитражном процессе» (Хабаровск, 1999).